# Museum Klaushäusl

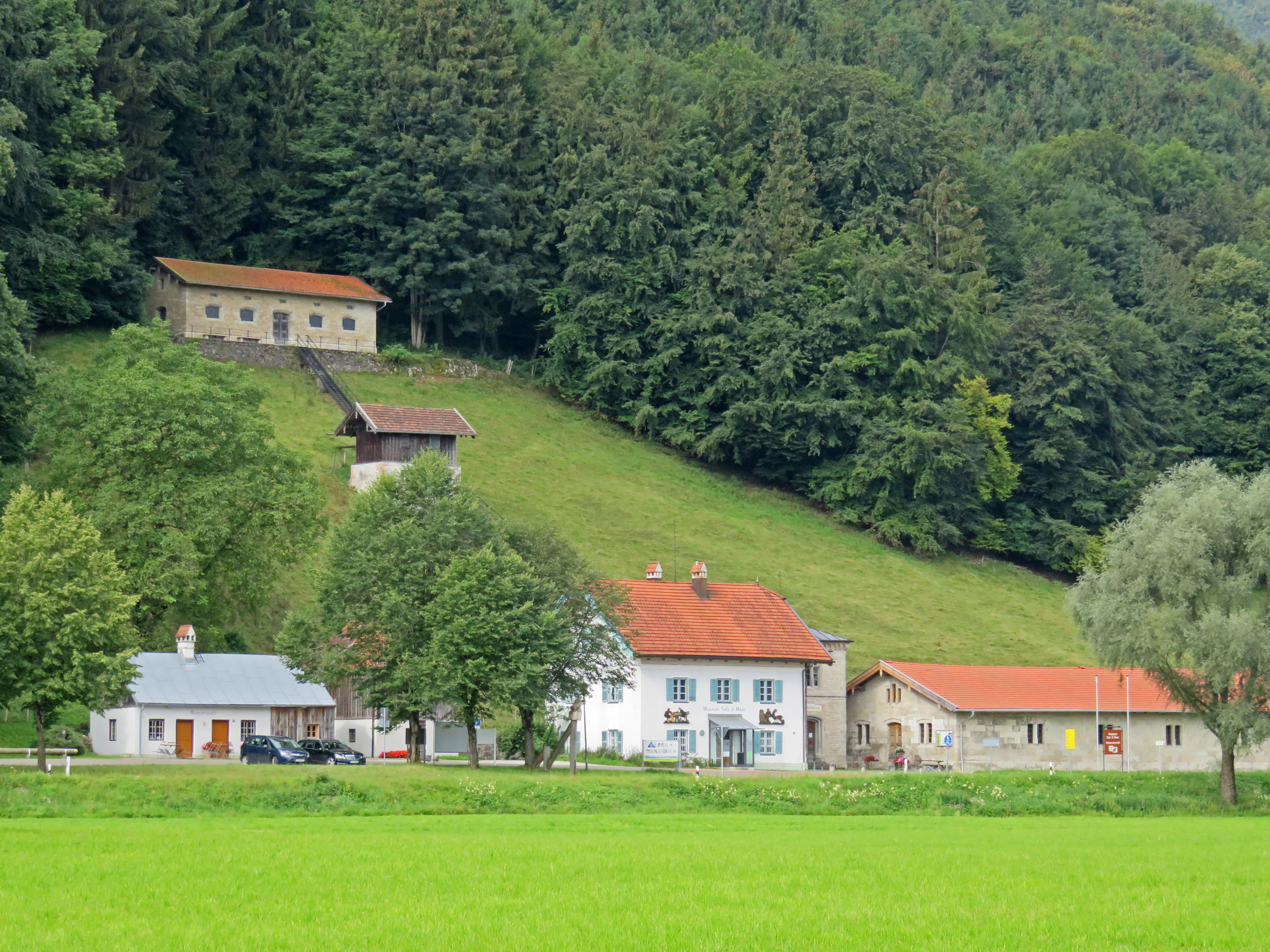
Gebäudeensemble der Solepumpstation Klaushäusl

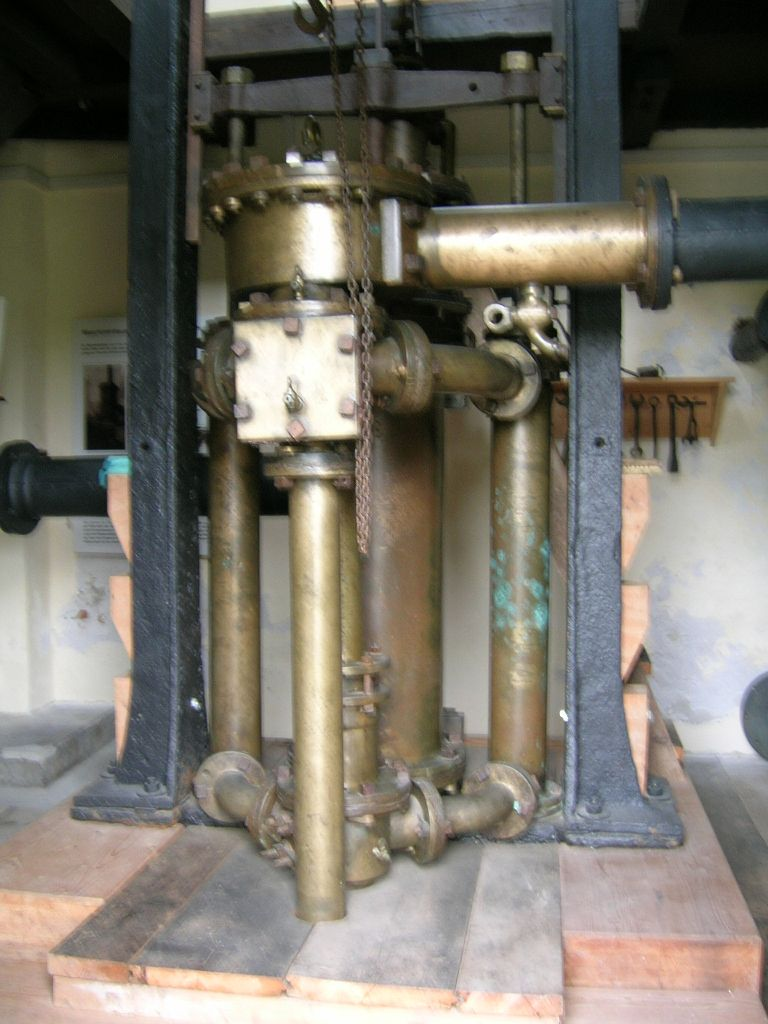
Reichenbachsche Wassersäulenmaschine im Museum Klaushäusl

Das Museum Salz & Moor ist ein Technik- und Naturkundemuseum in Grassau in Oberbayern.
Das Salzmuseum zeigt die Geschichte der Soleleitung Bad Reichenhall – Traunstein – Rosenheim, die als eine der ersten Pipelines der Welt angesehen wird. Im Mittelpunkt steht die Pumpstation Klaushäusl, in der eine von Georg Friedrich von Reichenbach entwickelte Wassersäulenmaschine als Solehebemaschine arbeitete, welche die Sole durch Wasserkraft in ein höhergelegenes Reservoir pumpte, von dem aus sie dann durch Leitungen in Richtung Rosenheim floss. Die Pumpstation war bis 1958 in Betrieb und wurde nach gründlicher Renovierung der Betriebsgebäude und der wichtigsten Teile der technischen Einrichtung 1995 als Museum eröffnet.
Das Moormuseum widmet sich der Entstehung eines der größten Hochmoore in Bayern, der Kendlmühlfilzen. Es stellt die dort heimischen Flora und Fauna vor und erklärt die Nutzung des Moores durch den Menschen (Torfstich) bis zum Jahr 1988.